# Borniella parva
Borniella parva – gatunek pająka z rodziny spachaczowatych i podrodziny Heteropodinae, jedyny z monotypowego rodzaju Borniella.

## Taksonomia
Gatunek i rodzaj opisane zostały po raz pierwszy w 2022 roku przez Elenę Grall i Petera Jägera na łamach „Zootaxa”. Jako miejsce typowe wskazano pierwszy obóz Mulu Expedition na terenie malezyjskiego stanu Sarawak. Nazwa rodzajowa pochodzi od wyspy Borneo, zaś epitet gatunkowy oznacza po łacinie „mała”.

## Morfologia
Pająk osiągający od 3,2 do 4,1 mm długości ciała. Ubarwienie prosomy w alkoholu jest żółtawobiałe z półokrągłym znakiem i brązowymi paskami na karapaksie. Szczękoczułki są żółtobrązowe. U samca mają trzy zęby na krawędzi przedniej, pięć na tylnej oraz łatkę 13 lub 14 ząbków i szczecinkę eskortującą. U samicy mają trzy zęby na krawędzi przedniej, sześć na tylnej oraz łatkę 13 lub 14 ząbków i szczecinkę eskortującą. Serrula samca ma 24, a samicy 26 ząbków. Odnóża są żółtawobiałe. Nadstopia mają błony trójpłatkowe z wąskim haczykiem środkowym nieznacznie krótszym niż wyrostki boczne. Opistosoma (odwłok) u samca jest z wierzchu żółtawobiała z brązowymi kropkami po bokach i z tyłu, a od spodu biała z brązowym tyłem. U samicy jest ona z szarobiała z brązowym tyłem, z wierzchu z brązowym nakrapianiem. 
Nogogłaszczki samca charakteryzują się pojedynczą, długą apofizą retrolateralną osadzoną na goleni proksymalnie i dochodzącą odsiebnie do tylno-bocznej nabrzmiałości cymbium, wychodzącym z tegulum na dziewiątej godzinie i biegnącym niemal półkoliście embolusem, brakiem apofizy embolicznej oraz obecnością trzech apofiz tegularnych, z których dystalna jest największa i zaopatrzona w mały ząbek na stronie brzusznej, środkowa jest trójkątna w widoku proksymalnym, a proksymalna jest najmniejsza i ma kształt trójkąta ostrego. Genitalia samicy mają szersze niż dłuższe, owalne, pozbawione pasm przednich i sensillów szczeliniastych pole epigynalne. Epigyne przedzielone jest przegródką płatową i ma otwory kopulacyjne o krawędziach ustawionych pod kątem prostym, wyraźnie oddzielone od płytkich kieszonek epigynalnych. Te z kolei tylko w przedniej części mają formę płytkich kieszonek, w tylnej będąc wykształconymi w postaci krawędzi. Szersza niż dłuższa wulwa ma przednią, zaopatrzoną w wyrostki gruczołowe część węższą od zaopatrzonej w spermateki części tylnej. Wyrastające tylno-bocznie przewody zapładniające są krótkie i cienkie.

## Rozprzestrzenienie
Pająk orientalny, endemiczny dla Borneo, znany z terenów brunejskiego dystryktu Temburong i malezyjskiego stanu Sarawak.